# Bartolovec
Bartolovec – wieś w Chorwacji, w żupanii varażdińskiej, w gminie Trnovec Bartolovečki. W 2011 roku liczyła 749 mieszkańców.